# علي المساح
شاعر سوداني يعتبر علم من أعلام أغاني الحقيبة، نظم عدد كبير من الأغاني التي تغنى بها مغنوا تلك الحقبة

## الميلاد والنشأة
اسمه علي أحمداني وأشتهر بـ (المساح)، ولد بحي (الاسبتالية) بامدرمان في عام 1901، لم يلتحق بالخلوة أو المدرسة، وفي بواكير طفولته انتقل مع والده الذي كان يمتهن خياطة الملابس (ترزي) إلى مدينة ود مدني، حيث تعلم «محمد المساح» مهنة الخياطة من والده وعمل (ترزي أفرنجي) بسوق ود مدني. سمي بالمساح لأنه كان كثير التجوال صباح مساء لا يحب البقاء في مكان واحد، يتمشى في ارجاء المدينة باحثا عن كل ما هو جميل، وكان يصغي للغناء أينما وجد. بعد وفاة والده استقر بمدينة في حي المدنيين بمدينة ود مدني مع والدته وشقيقته.

## المسيرة الفنية
كان "المساح" قليل الكلام، غزير الإنتاج الشعري، تأثر في بداياته بـ" إبراهيم العبادي وصالح عبد السيد وخليل فرح" نظم أول أغانيه في سن الرابعة عشر، والتي كانت بعنوان "الشاغلين فؤادي" التي غناها له مطرب مدينة ود مدنى الطيب الانجليزى ليعجب بها الفنان إبراهيم الكاشف الذي كان يحظى بشهرة واسعة، ويغنيها مستخدما آلة الرق في مدينة امدرمان بنفس اللحن الذي ابتكره لها الطيب الإنجليزي.
على المساح نظم عدد كبير من أغاني الحقيبة وتغنى بأغانيه معظم مغني تلك الفترة.قال عنه دكتور علي مرتضى: (المسّاح (أمي من حيث الأبجدية)، وهناك إجماع على أنه لم يكن (ترزي درجة أولى) إذ لم يصبر على تعلم الصنعة.. ولكن الرجل نموذج للذكاء الفطري والإبداع الجريء والشأو البعيد في التصرف باللغة وابتداع الفكرة الغنائية، كان من أعلام النهضة الغنائية، وسارت أغنياته من البداية مع الشبلي وعبد الله الماحي والأمين برهان وعوض الجاك ثم تلقفتها الألسنة والحناجر).

### من أغانيه
- غصن الرياض المايد
- نغيم فاهك يا آم زين دواي
- ظبي الخدرِ الما شاف قفار
- الشاغلين فؤادي
- أنت بدر السما في صفاك
- حاديهن رقص
- جاد نسيم الليل بعبيرو
- زمانك والهوى أعوانك

#### فنانون تغنوا بأغانيه
- إبراهيم الكاشف
- عبد الرحيم الأمين
- عبد الرؤوف عطية
- محمد صالح السيد
- عبد الله الماحي